# 铜山阿魏
铜山阿魏（学名：Ferula licentiana var. tunshanica）为伞形科阿魏属太行阿魏的变种。分布在中国大陆的安徽、山东、江苏等地，目前尚未由人工引种栽培。

## 别名
山芜荽（江苏铜山）